# دفتر تروریسم و اطلاعات مالی
دفتر تروریسم و اطلاعات مالی (انگلیسی: Office of Terrorism and Financial Intelligence);(TFI)، در سال ۲۰۰۴ تشکیل شد. این دفتر یکی از آژانس‌های وزارت خزانه داری ایالات متحده بشمار می‌آید. کار دفتر تروریسم و اطلاعات مالی کاهش استفاده تروریستها (اعم از گروه‌ها یا آنهایی که توسط دولتها پشتیبانی می‌شوند) از سیستم مالی جهت فعالیت‌های غیرمجاز، پولشویی، کارتل‌های مواد مخدر و سایر تهدیدهای امنیت ملی فعالیت می‌کند.

## فعالیت‌ها
دفتر تروریسم و اطلاعات مالی تحت نظارت معاون وزارت خزانه داری برای تروریسم و اطلاعات مالی است. از زمان تأسیس آن در سال ۲۰۰۴، این دفتر توسط سه معاون وزیر بنامهای استوارت لوی، دیوید اس کوهن و آدام جی. زوبین اداره می‌شدند. به گفته فلیپ ویس، هر سه نفر فوق با هم به عنوان همکار در یک مؤسسه قانونی کار می‌کردند. این دفتر(TFI) بر اداره امور مالی و جرایم مالی تروریستی، اداره تجزیه و تحلیل اطلاعات، دفتر کنترل سرمایه‌های خارجی، شبکه اجرائی جرایم مالی و نظارت می‌کند.
وزارت خزانه داری ایالات متحده تنها وزارتخانه مالی ملی است که دارای اداره اطلاعات داخلی است و در سایر نقاط جهان از جمله در اسلام‌آباد و ابوظبی دفتر دارد.